# Саль, Маки
Маки Саль (фр. Macky Sall; род. 11 декабря 1961) — сенегальский политик, президент Сенегала с 2012 по 2024 год. При президенте Абдулае Ваде Маки Саль был премьер-министром Сенегала с апреля 2004 по июнь 2007 года, и главой Национальной ассамблеи Сенегала с июня 2007 по ноябрь 2008 года. Также он был дважды мэром города Фатик: с 2002 по 2008 год и с апреля 2009 по апрель 2012 года.

## Биография
Саль родился в семье функционера Социалистической партии Сенегала и уличной продавщицы арахиса. Несмотря на принадлежность отца к правящей партии, Маки примыкал к оппозиционному маоистскому движению. Образование получил в Сенегале, окончив в 1988 году дакарский Университет Шейха Анта Диопа по специальности «горный инженер». В дальнейшем продолжил обучение во Французском нефтяном институте, окончив в 1993 году Высшую национальную школу нефтедобычи по специальности гидрогеология и геофизика.
В 1990 году присоединился к оппозиционной Сенегальской демократической партии (СДП), возглавляемой Абдулаем Вадом. В 1998 году вошёл в секретариат партии, отвечающий за вопросы промышленности, стал региональным руководителем СДП в Фатике.
В мае 2001 года стал министром энергетики и шахт, с августа 2003 года — министром внутренних дел и местных общин, а также спикером правительства. В 2004—2007 годах был премьер-министром Сенегала, затем — председателем парламента.
После конфликта с Вадом был снят с поста президента Национального Собрания в ноябре 2008 года, после чего основал свою собственную партию Альянс за республику и присоединился к оппозиции. Получив второе место в первом туре президентских выборов 2012 года, он получил поддержку других кандидатов от оппозиции и одержал победу над Вадом во втором туре голосования, состоявшемся 25 марта 2012 года.

### Президентство
После прихода к власти провёл ревизию системы управления, усилил борьбу с коррупцией. В 2014 году добился прекращения огня в провинции Казаманс. В провинции были реализованы экономические программы. Казаманс получил определённую автономию, но не получил никакого специального статуса, который мог бы потенциально быть использован сепаратистами.
В начале 2014 года обнародовал программу экономического развития (так называемый «План Расцветающий Сенегал», PSE), предполагающий инвестиции 21 млрд долл. до 2035 года. Приоритетными направлениями были названы инвестиции в сельское хозяйство, туризм и развитие инфраструктуры. Была поставлена и достигнута задача удвоения экономического роста (до 7 %) к 2017 году.
С 5 февраля 2022 по 18 февраля 2023 года — председатель Африканского союза.

### Посредничество во времяпереворота в Буркина-Фасов 2015 году
19 сентября 2015 года Маки Саль, совместно с президентом Бенина Яйи Бони провели встречу с лидером переворота Жильбером Дьендре. По итогам этой встречи он заявил, что в Буркина-Фасо возобновит работу правительство переходного периода во главе с Мишелем Кафандо.

## Награды
- Большой крест ордена Льва, (Сенегал);
- Большой крест ордена Заслуг, (Сенегал);
- Великий офицер ордена Почётного легиона, (Франция);
- Орден Амилкара Кабрала 1 класса, (Кабо-Верде, 2014)[13].